# Гостівська сільська рада
| Гостівська сільська рада — колишній орган місцевого самоврядування у Тлумацькому районі Івано-Франківської області з адміністративним центром у с. Гостів. Сільській раді були підпорядковані населені пункти: - с. Гостів |

## Склад ради
Рада складалася з 16 депутатів та голови.

### Керівний склад ради
| ПІБ                 | Основні відомості                                                 | Дата обрання | Дата звільнення |
| ------------------- | ----------------------------------------------------------------- | ------------ | --------------- |
| Нащук Ганна Юріївна | Сільський голова, 1962 року народження, освіта, позапартійна      | 26.03.2006   | 31.10.2010      |
| Нащук Ганна Юріївна | Сільський голова, 1964 року народження, освіта вища, позапартійна | 31.10.2010   |                 |

Примітка: таблиця складена за даними джерела